# Tunnel de Gubrist
Le tunnel de Gubrist (en allemand Gubristtunnel) est un tunnel à deux tubes des autoroutes suisses A1 et A4. Il fait partie du contournement nord de Zurich. D'une longueur de 3 273 mètres, il est ouvert à la circulation depuis le 21 juin 1985.

## Situation

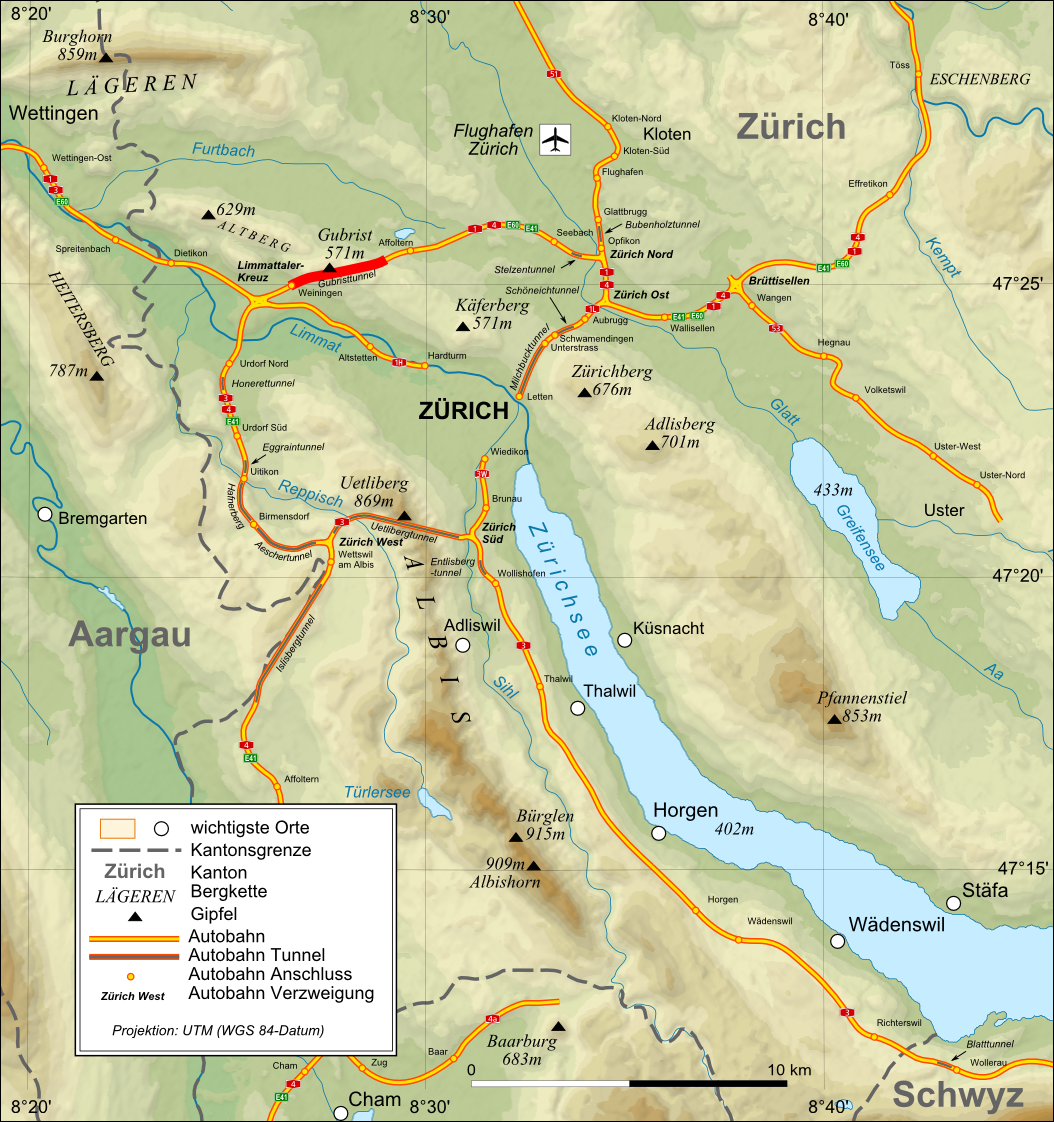
Le tunnel de Gubrist dans le contournement nord de Zurich.

Le tunnel de Gubrist fait partie du contournement nord de Zurich (de) par les autoroutes  A1 et A4. Il est dans le canton de Zurich. Le portail sud est situé dans la vallée de la Limmat à la jonction 60 Weiningen de l'A1. Il est à proximité de l'important échangeur de Limmattal numéroté 59 sur l’itinéraire de l'A1 (E60), 26 sur l'A3, 24 sur l'A4 (E41) et 1 sur l'A1H en direction du centre ville de Zurich. Le portail nord se trouve dans la Furttal au sud-est de Regensdorf à la jonction 61 Affoltern de l'A1 et 22 de l'A4, du nom du quartier zurichois au sud de la jonction.

### Circulation

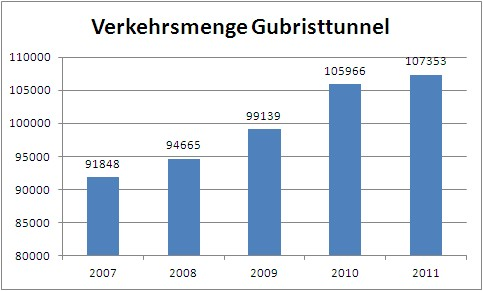
Nombres de véhicules par jour dans le tunnel de Gubrist entre 2007 et 2011.

Avec 106 000 véhicules passant par le tunnel par jour, le contournement nord de Zurich est saturé. Des automobilistes qui connaissent la région évitent l'autoroute en traversant les communes de la vallée de la Limmat (de), du Furttal (en) et du Glatttal. Ce trafic d'évitement a des conséquences sur la qualité de vie des habitants de ces communes. Selon les études globales de la Confédération, seule l'extension des capacités est susceptible d'améliorer la situation du trafic du contournement nord de Zurich, notamment par la construction d'un troisième tube au tunnel de Gubrist qui permettra de faire passer le nombre de voies de 4 à 6 entre l'échangeur de Limmattal (A1, A1H, A3 et A4) et la jonction Seebach, proche de l'échangeur Zürich-Nord (A1, A4. A51). Une fois achevé, le contournement nord devra absorber environ 140 000 véhicules par jour selon les planifications pour 2040.

## Historique

### Construction d'un troisième tube
Le 21 juin 2007, le Conseil fédéral décida de la construction d'un troisième tube en parallèle des deux tubes existants pour un coût de 565 millions de francs, compris au budget de 1 550 millions (avril 2006) de francs dédié au contournement nord de Zurich. L'ajout de ce tube permettra de faire passer le nombre de voies de 4 à 7, 2+2 en direction de Saint-Gall et 3 en direction de Berne. Le percement a débuté le 21 novembre 2017 et l'inauguration a lieu le 15 avril 2023. Une fois le troisième tube construit, les deux tubes existants font l’objet d’un assainissement en rénovant les voies, les plafonds intermédiaires ainsi que les installations d’exploitation et de sécurité.

## Caractéristiques
Le tunnel à deux tubes mesure 3 273 mètres de long, à une section de 104 m2 et a nécessité l'excavation de 312 000 m3 de roche sédimentaire. Il a été creusé au tunnelier.